# Radinocera
Radinocera is een geslacht van vlinders van de familie uilen (Noctuidae), uit de onderfamilie Agaristinae.

## Soorten
- R. maculosus Rothschild, 1896
- R. placodes Lower, 1903
- R. vagata Walker, 1864